# Cerros de Quisiquisini
Cerros de Quisiquisini är en bergskedja i Bolivia, på gränsen till Chile. Den ligger i den västra delen av landet, 400 km väster om huvudstaden Sucre.
Trakten runt Cerros de Quisiquisini är ofruktbar med lite eller ingen växtlighet. Trakten runt Cerros de Quisiquisini är nära nog obefolkad, med mindre än två invånare per kvadratkilometer.